# Marshall Blues Breaker
De Marshall Blues Breaker is een overdrivepedaal dat Marshall Amplification in 1991 op de markt bracht en enkele jaren in productie bleef. De Blues Breaker kwam uit dezelfde lijn als de Drivemaster en de Shredmaster (de Drivemaster was technisch gelijk aan de eerdere Marshall Guv'nor). De Blues Breaker was bedoeld om het overdrivegeluid van Eric Claptons Marshall JTM-45-combo (ook bekend van het type nummer 1962)(gitaarversterker) uit zijn periode bij John Mayall's Bluesbreakers te imiteren. Marshall had in de periode 1989 - 2002 ook een heruitgebrachte JTM-45-combo met de naam Blues Breaker; dit was al de bijnaam van de originele JTM-45 1962. 

## Ontwerp
De Blues Breaker heeft de drie standaard regelaars die op de meeste overdrivepedalen zitten en die op dit pedaal gain, tone en volume werden genoemd. Deze zitten achter een opstaande rand verzonken zodat ze niet per ongeluk kapot getrapt kunnen worden tijdens het met de voet schakelen. De behuizing van de Blues Breaker is betrekkelijk groot. Het pedaal werkt op 9 volt gelijkspanning, kan gevoed worden met een netstroomadapter en heeft tevens een ruimte voor een batterij. De overdrivetechniek van de Blues Breaker is softclipping. Hierbij zijn twee paar serieel geschakelde clipping-diodes parallel aan elkaar in de feedbackloop van een OpAmp geplaatst met een weerstand parallel en een weerstand in serie met de diodes.

## Uitvoeringen
Het pedaal verkocht in eerste instantie niet heel goed. Begin jaren 90 waren vooral Hi-gain sounds populair. Daarom werd er de vanaf 1992 Blues Breaker mk2 gemaakt die tot 1999 in productie bleef. Die had vrijwel hetzelfde circuit en dezelfde behuizing maar kon verder in de overdrive geboost worden. Deze werd na een aantal jaren opgevolgd door de goedkopere, minder geliefde en enigszins “rommelig” klinkende BB-2 Bluesbreaker II die in een meer standaardformaat behuizing zit. Die bleef tot 2022 in productie en heeft technisch weinig overeenkomsten met de Blues Breaker uit 1991. Opvallend is dat bij de BB-2 de spatie uit de naam is verdwenen.

### Heruitgave
In 2023 heeft Marshall een reissue van de Blues Breaker uitgebracht. Marshall heeft daarvoor alle originele leveranciers van de onderdelen uit de originele batch benaderd. Alleen de potentiometers en de Jack-aansluitingen konden niet meer door de originele fabrikanten worden geleverd. Het pedaal wordt door Marshall zelf in Engeland geproduceerd. Ook de Guv’nor uit 1989 en de Drivemaster en de Shredmaster uit 1991 zijn gelijktijdig naar origineel ontwerp heruitgebracht.

## Klank en invloed
De klank van de Blues Breaker uit 1991 kenmerkt zich door transparant klinkende low-gain overdrive die maar net overstuurt (minder drive dan voor low-gain pedalen gebruikelijk is) met behoud van dynamiek en het klankkarakter van de gitaar. Met name sinds John Mayer hem veelvuldig gebruikt, is het pedaal populair geworden. Ook stond het circuit aan de basis voor de Analogman King Of Tone en de JHS Morning Glory, hoewel die circuits dusdanig veel modificaties hebben dat het geen kopieën te noemen zijn.
Door de toegenomen populariteit van de Blues Breaker zijn er ook merkloze handgebouwde kopieën op de markt waarin het originele circuit precies is nagebouwd evenals goedkopere kopieën waarbij goedkopere (SMD) componenten zijn gebruikt.
De oude pedalen behoren sinds pakweg 2010 samen met de Ibanez Tube Screamer en de Boss Blues Driver tot de meest geliefde overdrivepedalen voor blues. De Blues Breaker is echter een stuk zeldzamer. Op veilingen brengt het pedaal anno 2018 ongeveer 300 euro op.

## Trivia
Zoals de JTM-45 model stond voor de klankkleur van de Blues Breaker stond de JCM-800 model voor de Guv’nor en Drivemaster en de JCM-900 voor de Shredmaster.